# Late Talker
Mit dem englischen Begriff Late Talker werden Kinder beschrieben, die spät mit dem Sprechen beginnen. Die meisten Kinder überschreiten mit ihrem Wortschatz die 50-Wort-Grenze im Alter von zwei Jahren. Auch Zweiwortsätze können sie dann bilden. Späte Sprecher – in der Fachliteratur Late Talker genannt – sprechen mit 24 Monaten weniger als 50 Wörter und/oder können keine Zweiwortsätze bilden. Etwa die Hälfte der Late Talker holt den Rückstand bis zum dritten Geburtstag auf. Bei der anderen Hälfte besteht die Sprachentwicklungsverzögerung fort. Um einer drohenden spezifischen Sprachentwicklungsstörung zu begegnen, wird empfohlen, frühzeitig einen Kinderarzt zu konsultieren. Soweit erforderlich folgt darauf eine sprachtherapeutische Unterstützung.